# 東京プライドパレード
東京プライドパレード (Tokyo Pride Parade, TPP）は、2007年8月11日と2010年8月14日、東京都渋谷区において、この名称で開催された同性愛者など性的少数者（LGBT）のパレード。主催者は東京プライド (TOKYO Pride, TP）。
ただし、前身の東京レズビアン＆ゲイパレード(Tokyo Lesbian & Gay Parade, TLGP)からの連続性を強調すべく、2007年は2000年からの通算回数（休止回数2回を除く）である「第6回」とされる。
2008年8月9日に予定されていた「第7回」パレードは中止となった。また2008年5月までにパレード実行委員会の解散、及び中田たか志代表理事を含む理事数人の辞任を発表した。同年7月末には残り4人の理事全員が辞任し、「再建検討委員会」が再建策を模索する事態になった。
2009年5月に予定されていたパレードは中止されたが、その代替として、新代表の砂川秀樹と新たな実行委員により5月23日に第一回東京プライドフェスティバルが開催された。参加者数は3,500人（主催者発表）。
2010年に第7回東京プライドパレードが開催された。
一部の関係者はその後、任意団体「東京レインボープライド」に異動して活動を開始し、2012年4月には同団体の名称を冠したパレードが開催された。
2012年8月11日実施予定だったパレードは、砂川から引き継いだ代表であった門戸大輔の体調不良のために開催が困難であるとの理由から、直前に開催が中止された（但し同日、別の主催者らが「緊急開催！Save the Pride！」を開催し、約600人が参加した）。東京プライド主催の音楽イベント、「プレリュード2012」が7月7日に開催され、これが最後の公式イベントとなった。
2013年4月30日、東京プライドは総会を開き解散を決定した。

## 名称変更について
「東京レズビアン&ゲイパレード(TLGP)」の名称については、他国（プライド）や札幌・大阪（レインボー）などに比べて限定的で、他のセクシュアリティも包含する名称が良いのではないかという観点からの声があったことから、2007年開催より、「プライド・パレード」に名称を変更した。
同年2月25日に、会則・役員制度などを整備しての東京プライド設立総会が東京都中野区で開催され、その場で全会一致により名称変更が認められた。

## 開催規模

### 第6回
- 開催日：2007年8月11日
- 隊列参加者数：2,800人（主催者発表）
  - パレード参加者数について、記事を配信した時事通信は「約2,800人」、AP・ロイター両通信はいずれも「約3,000人」としている。
- フロート数：12
  - 第4回（2005年）・第5回（2006年）と同数であったが、それまで2年間フロートを出展した大手ゲイメディアのBadi・G-menが出展をとりやめている。

- 概要

「第6回」の隊列参加者数は主催者によれば史上最多であるが、数十万人から数百万人を動員するとされる欧米の主要プライド・パレードに比べて動員数が著しく少ないことは否めない。また、2006年に引き続いてマスコミの報道はほとんどなく、国会議員の参列も2006年に引き続き参加の保坂展人衆議院議員、初参加の福島瑞穂、川田龍平両参議院議員の3人にとどまった。
政治家以外では、漫画家の西原理恵子が自身のキャラクターの『毎日かあさん』の扮装で、同じく漫画家の青木光恵らがドラァグクィーンの扮装で参加。両者は後にその模様を漫画としてレポートしている。
パレードと同時に配布されたタブロイド判冊子『TOKYO PRIDE PRESS 2007.8.11』には、西原理恵子・假屋崎省吾両氏へのロングインタビューが掲載されたほか、当時イラストレーターとしての活動も多かったエッセイスト能町みね子が会場ガイドマップを描いた。
2007年8月17日付『ゲイ・ジャパン・ニュース』は、「東京プライドパレード参加者の中には、「今年のパレードは政治色が強く、好きではない」という人もみられた」と書いており、参加者の中にパレードの政治的色彩の強さに反発を覚えている人がいることを示している。

## 行政の後援
第6回東京プライドパレードには、初めて、厚生労働省・東京都の後援がつき、「ヴィジット・ジャパン・キャンペーン(YOKOSO!Japan)」のロゴを使用することが、承認された。また、桑原敏武渋谷区長・中山弘子新宿区長から祝福のメッセージが寄せられた（ただし、石原慎太郎東京都知事からのメッセージはなかった）。

### 第7回
- 開催日：2010年8月14日
- 隊列参加者数：2,300人（主催者発表）
- 沿道参加者数：700人（主催者発表）
- イベント参加者数：1,500人（主催者発表）
- ボランティアスタッフ数：180人（主催者発表）[5]